# Тарновський Яків Васильович
Яків Васи́льович Тарно́вський (нар. 22 жовтня 1825, Антонівка — пом. 6 листопада 1913) — поміщик, брат В. Тарновського та Н. Тарновської, знайомий Т. Шевченка.

## Біографія
Народився в відомій дворянській родині Тарновських в Антонівці. Рано втративши батька, він одержав виховання та здобув освіту завдяки підтримці дядька Г. Тарновского. 
У 1846 р. закінчив Головне військове інженерне училище, і був випущений офіцером на дійсну службу, послідовно у Санкт-Петербурзькій, Брест-Литовській та Тифліській інженерних командах. У 1850 р. був відправлений у розпорядження начальника Чорноморської берегової лінії, де він потрапив у перестрілку з «горцями» і був поранений. Після чого певний час служив в Оренбурзі, де в 1853 р. одружився з Л. Коллишко. Ймовірно через родину дружини познайомився з Тарасом Шевченко.
У 1854 р. через хворобу за власним бажанням вийшов у відставку у чині поручика, тоді ж отримав від брата маєток с. Потоки, куди в 1859 р. навідувався Шевченко. Відомо що в 1860 р. Тарас Григорович звертався до нього про влаштування В. Шевченка управителем його маєтку, але невідомо чи той задовільнив прохання поета.
У своїй кар’єрі поєднав активну участь у громадських і адміністративних справах із підприємницькою діяльністю. Був мировим посередником під час реалізації селянської реформи 1861 року. З 1868 по 1873 роки обіймав посаду предводителя дворянства Таращанського та Канівського повітів.
1870 року придбав садибу на розі Золотоворітської та Рейтарської вулиць у дружини поручика, поміщиці Варвари Парафієвської.

В особняку Тарновських у 1884-1889 pp. часто бував художник М. О. Врубель. Про це писав М. А. Прахов: 
"Під час життя в Києві Врубель тісно зійшовся з родиною Я. В. Тарновського, брата відомого колекціонера В. В. Тарновського. М. О. Врубель не тільки гостював улітку в їхньому маєтку Мотовилівка, але навіть оселився в місті у квартирі неодруженого сина Тарновських - Миколи Яковича, поки той не поїхав за кордон і свою квартиру ліквідував".
Я. Тарновський - член засновник Київського комерційного банку, голова ради і засновник Товариства взаємного страхування від вогню майна землевласників Київської, Волинської та Поділької губерній. Він вкладав капітал не лише у нерухомість, а й у розвиток цукрової промисловості у краї. Тривалий час головував у товаристві Юзефівського-Миколаївського цукрового заводу. Близько сорока років брав участь у діяльності селянського "присутствия" як член у чиншових справах. До останніх днів був почесним мировим суддею Київської губернії по Васильківському та Канівському повітах.
Від 1889 року і до кінця життя був членом ради Колегії Павла Ґалаґана.
Після його смерті вдова в пам’ять про чоловіка пожертвувала 100 тисяч рублів Товариству боротьби з дитячою смертністю.